# 1918年温哥华大罢工

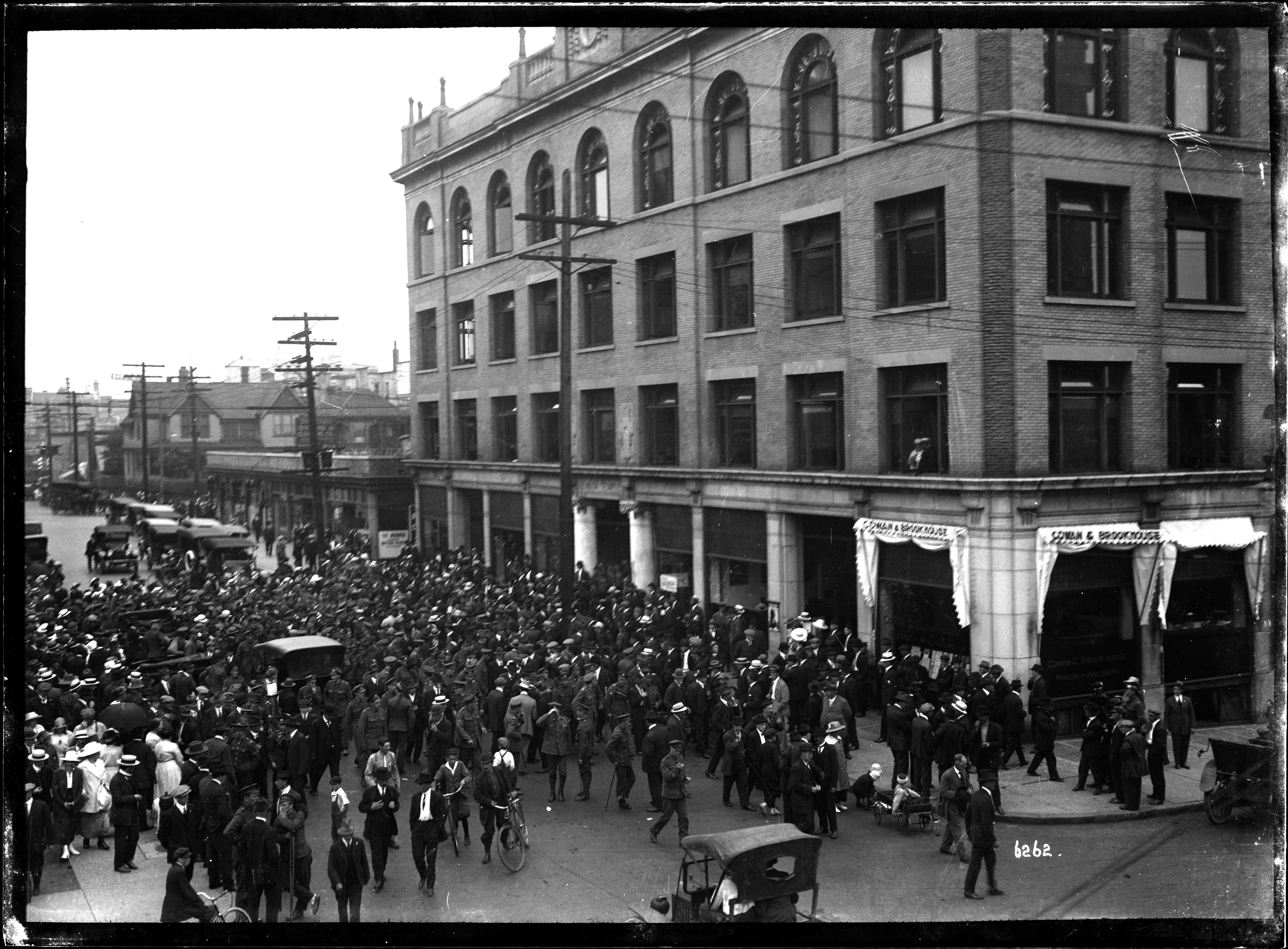
温哥华劳工圣殿在罢工期间遭到士兵袭击

1918年温哥华大罢工发生于1918年8月2日，是加拿大历史上第一次大罢工。由于联邦征兵、政府对社会主义出版物的审查以及工人对更高工资的要求，组织总罢工的讨论已经有一段时间了。战时的通货膨胀极大地减少了工人的实际收入，并且在整个第一次世界大战期间，温哥华造船厂出现了劳动力短缺。许多政府政策压制了工会活动家的工作，罢工以及某些出版社被禁止。工人们还受到前一年的十月革命和不断上涨的生活成本等因素的鼓动。在7月27日逃兵和劳工活动家阿尔伯特·古德温 被杀后，这次罢工最终爆发了。古德温此前曾呼吁举行总罢工，以防任何工人违背自己的意愿被征召入伍。
罢工遭到归国士兵的暴力袭击，政府将他们动员起来并提供车辆，指示他们袭击邓斯缪尔街411号的劳工圣殿。一些反对派声称这次罢工是布尔什维克阴谋的产物。三百人洗劫了温哥华贸易和劳工委员会（VTLC）的办公室。在将委员会书记维克多·米奇利扔出窗外后，士兵们强迫他和一名码头工人亲吻英国国旗。一名在办公室工作的女士在阻止米吉利被扔出窗外时也受了重伤。著名的妇女参政论者和温哥华贸易和劳工委员会成员海伦娜·古特里奇当时也在现场。
罢工领导人指出委员会代表以117比1的投票结果支持罢工。罢工结束后，为了回应商界和中产阶级的反对，所有罢工领导人都辞职了。然而几乎所有人都在随后的选举中再次当选，这表明有组织的工人对总罢工的广泛支持。
尽管罢工号召是全省范围的，但只有温哥华市达到了总罢工的规模。那一年，该市还发生了许多其他罢工。总罢工既是对古德温之死的政治抗议，也是工人力量的展示。当时，罢工引起了争议。一些人将古德温视为劳工运动的烈士，而另一些人则认为罢工是对加拿大理想的背叛。尽管只持续了一天，但这次罢工是加拿大劳工大起义的一个重要标志，并在次年的温尼伯大罢工中达到顶峰。1919年温哥华声援温尼伯的罢工至今仍是加拿大历史上持续时间最长的总罢工。